# The Parasite (film 1912)
The Parasite è un cortometraggio muto del 1912 diretto da George Melford e prodotto dalla Kalem.

## Trama
Ferito e lasciato come morto sul campo di battaglia dopo aver combattuto con gli insorti messicani, Fred Adams viene trovato da Benson, un avventuriero che gli somiglia come una goccia d'acqua. L'uomo gli ruba i documenti e, facendosi passare per lui, si presenta a casa di Madge, la sorella di Fred. Benson comincia a frequentare le case dei notabili della città, proseguendo nei suoi soliti intrallazzi. Comincia anche a corteggiare Rose, una delle amiche di Madge, che ha ricevuto in dono una preziosa collana di perle. Tutto per lui sembra andare per il meglio; ma, un giorno, l'avventuriero viene smascherato e la sua vera identità viene scoperta.

## Produzione
Il film, prodotto dalla Kalem Company, fu girato a Glendale, in California.

## Distribuzione
Distribuito dalla General Film Company, il film - un cortometraggio di una bobina - uscì nelle sale cinematografiche statunitensi il 16 settembre 1912.